# Houlèye Ba
Houlèye Ba (* 17. Juli 1992) ist eine mauretanische Leichtathletin, die sich auf den Mittelstreckenlauf spezialisiert hatte.

## Biografie
Houlèye Bas nahm an den Olympischen Spielen 2016 teil. Im Wettkampf über 800 m schied sie mit einer Zeit von 2:43,52 min als Achte ihres Vorlaufes vorzeitig aus.
Bei den Olympischen Spielen 2020 in Tokio 2021 vertrat sie zusammen mit ihrem Leichtathletikkollegen Abidine Abidine als eine von zwei Athleten Mauretanien. Bei der Eröffnungsfeier waren beide gemeinsam Fahnenträger ihrer Nation.